# La Lanterne-et-les-Armonts
La Lanterne-et-les-Armonts är en kommun i departementet Haute-Saône i regionen Bourgogne-Franche-Comté i östra Frankrike. Kommunen ligger i kantonen Mélisey som tillhör arrondissementet Lure. År 2022 hade La Lanterne-et-les-Armonts 196 invånare.

## Befolkningsutveckling
Antalet invånare i kommunen La Lanterne-et-les-Armonts
| Referens: INSEE |